# Give Me All Your Luvin'
Give Me All Your Luvin' è una canzone della popstar statunitense Madonna, che vede la partecipazione della rapper trinidadiana Nicki Minaj e della rapper statunitense M.I.A.. Il singolo anticipa l'album MDNA ed è stato diffuso nelle radio il 3 febbraio 2012.

## Produzione e composizione
Nel dicembre del 2010, Madonna ha postato il seguente messaggio su Facebook: "È ufficiale ho bisogno di muovermi. Ho bisogno di sudare. Ho bisogno di fare nuova musica. Musica che posso ballare. Sono alla ricerca delle persone più folli, più aggressive con cui collaborare".
Ha inoltre aggiunto di voler collaborare con M.I.A. e Nicki Minaj perché le considera persone forti e indipendenti, con una voce unica, e le piace la loro musica e ciò che rappresentano.

## Critica
Le recensioni sono state, in generale, non entusiastiche.
Elan Priya di NME ha evidenziato una somiglianza con Beautiful Stranger, Amazing e alcune delle canzoni presenti negli album Ray of Light del 1998 e Hard Candy del 2008.
Jody Rosen di Rolling Stone ha apprezzato la presenza di Nicki Minaj e M. I.A., ma allo stesso tempo ha definito i loro interventi "troppo aggressivi, ti fanno venire voglia di andarti a nascondere", aggiungendo che la melodia e le parole sembrano essere state mischiate a caso e che la traccia risulta essere una cattiva canzone bubblegum.
Christin Maher di Popcrush ha recensito positivamente il singolo, ritenuto "accattivante e la voce acuta di Madonna è ipnotizzante [...] la canzone rimane fissa in testa, e in  Give Me All Your Luvin'  ha dimostrato ancora una volta di sapersi trasformare e cambiare con i tempi".
Di altro parere è Bill Lamb di About che è rimasto "deluso nell'ascoltare il primo singolo tratto da MDNA". Ha spiegato che al brano manca quello humor che dovrebbe caratterizzare canzoni come queste, come ad esempio Girlfriend di Avril Lavigne o Mickey di Toni Basil: "Madonna ci invita ad unirsi a lei in un mondo spensierato, lasciando da parte lo stress, purtroppo quel mondo risuona troppo robotico e noioso".
L'inglese The Guardian l'ha definito "gioioso, con battute che rimbalzano, riff acustici e lo stile da cheerleader di Gwen Stefani, ma c'è qualcosa di piatto nelle strofe di Madonna."
Chris Willman di Reuters ha recensito positivamente il singolo, definendolo "dal ritmo contagioso e affascinante (...) Miss M ha abbandonato il malumore del suo Ray of Light per il puro zucchero che ha caratterizzato Hard Candy".
Infine MTV ha etichettato il brano come "innegabilmente affascinante".

## Video

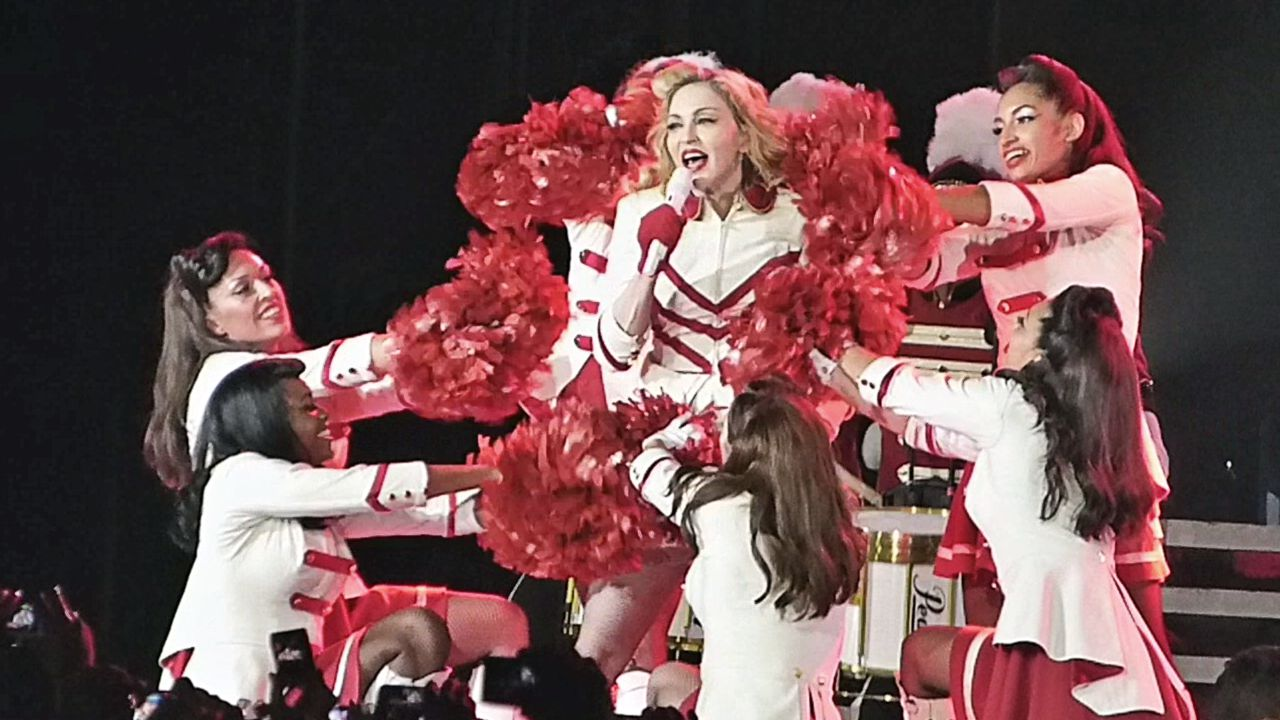
Madonna canta Give Me All Your Luvin durante uno show del suo MDNA Tour nel 2012.

Il video musicale di Give Me All Your Luvin' è stato diretto dal Megaforce Team (Léo Berna, Charles Brisgand, Raphaël Rodriguez e Clément Gallet).
Il tema del video mostra giocatori di Football e cheerleader ed è ispirato dalla performance di Madonna al Super Bowl XLVI.
Un'anteprima è stata mostrata in esclusiva ad American Idol il 2 febbraio del 2012, mentre il video completo del brano è stato pubblicato dal canale di Madonna, su YouTube, il 3 febbraio 2012.
Il video inizia con delle frasi mostrate su un muro di mattoni: Fans can make you famous, a contract can make you rich, the press can make you a superstar, but only luv can make you a player. Di seguito M. I.A e Nicki Minaj appaiono con un gruppo di cheerleader mascherate e iniziano a cantare i versi d'apertura della canzone nel quartiere periferico di una città. Madonna, mentre esce da casa con un passeggino indossando degli occhiali da sole e un cappotto, canta la prima strofa della canzone; poco dopo compaiono dei giocatori di football che la proteggono da vari ostacoli come una pioggia d'oro o una macchina che le sbarra la strada. Madonna viene poi sollevata perpendicolarmente ad un muro dove cammina in orizzontale. Nel video appaiono breve scene raffiguranti Madonna che balla, in alcune anche con una bambola. Nella seconda strofa della canzone Madonna, M. I.A e Nicki Minaj passeggiano attraverso la città e sono sempre inseguite da cheerleader e giocatori di football. Ad un certo punto Madonna si distacca e si incammina per una lunga strada nella quale i giocatori la proteggono da un individuo misterioso che cerca di spararle. Dopo essersi arrampicata su una piramide umana, Madonna viene sollevata e portata in un locale dove M. I.A e Nicki contano le loro parti indossando vestiti bianchi e parrucche bionde e ricce. Successivamente Madonna cade dal palazzo ma viene salvata da due giocatori. Ella si fa poi strada verso il centro della città, dove inizia a ballare con le sue cheerleader, per poi staccare la testa ad un giocatore dal cui collo fuoriescono dei fuochi d'artificio. Nel finale si vede Madonna che, ridendo, getta via una bambola, e la parola Touchdown appare su uno sfondo rosa.
La rivista Rolling Stone ha dato una revisione mista per il video definendolo molto buffo e divertente ma ammettendo anche che le cheerleader più che buffe sembravano racapriccianti. MTV invece, ha definito il video molto divertente e surreale. Nicki Minaj ha annunciato su Twitter l'8 dicembre 2011 che era sul set con Madonna per le riprese del video di Give Me All Your Luvin'.

## Super Bowl

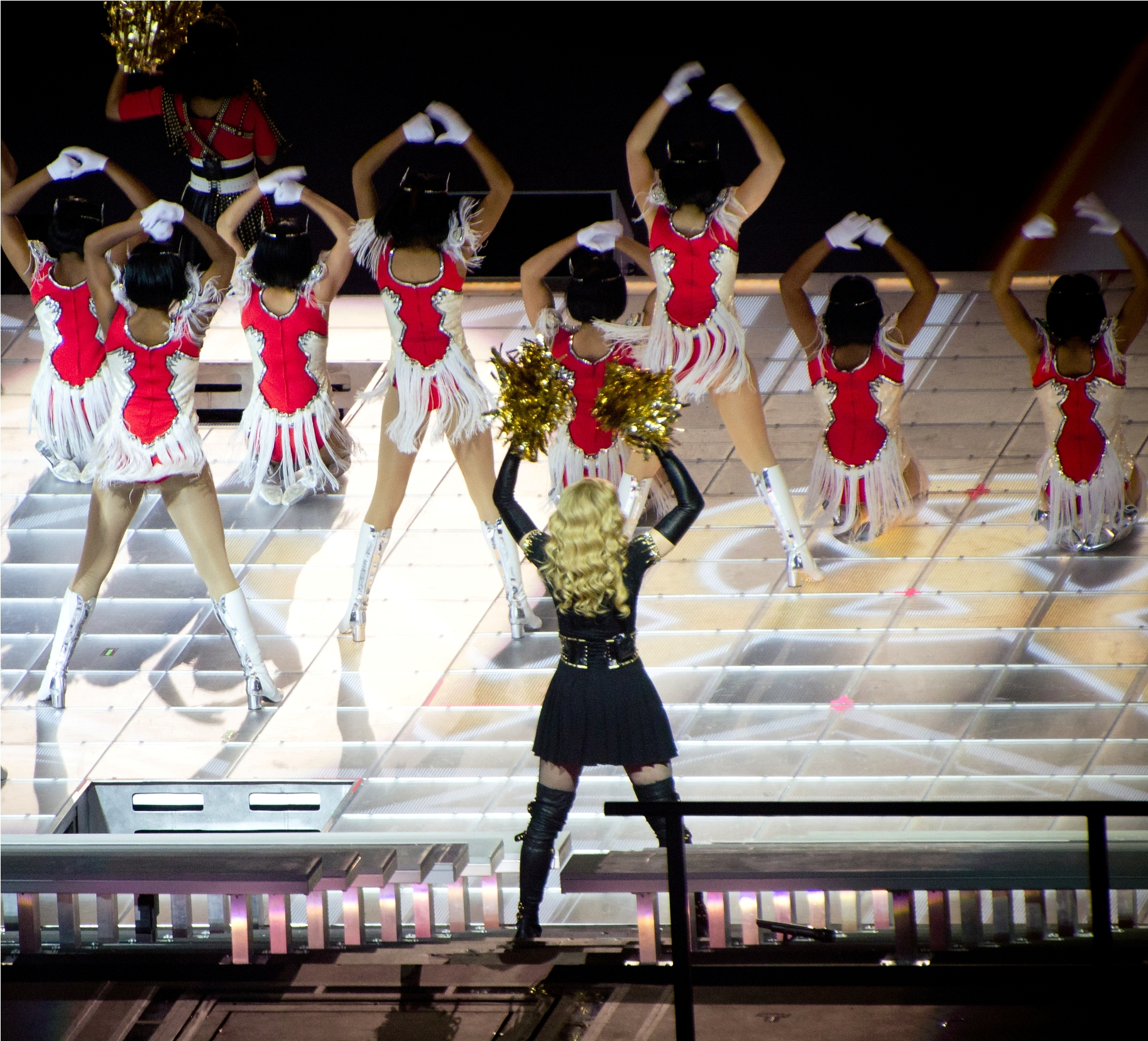
Madonna esegue "Give Me All Your Luvin'" al Super Bowl XLVI.

Nel dicembre del 2011 venne annunciato che Madonna si sarebbe esibita al Super Bowl XLVI al Lucas Oil Stadium di Indianapolis, Indiana. Madonna ha eseguito la sua canzone all'interno di un medley dei suoi maggiori successi: Vogue, Music, Open Your Heart, Express Yourself e Like a Prayer, eseguite a fianco dei LMFAO, Nicki Minaj, M.I.A. e Cee Lo Green.
L'esibizione ha portato il brano nella top 10 americana e a ottenere un disco d'oro per mezzo milione di copie vendute.

## Remix
Per il brano è stato prodotto un remix ufficiale da parte del duo musicale LMFAO.
Il remix ha ottenuto un successo tale da guadagnarsi l'estrazione come singolo indipendente.

## Tracce
CD singolo
1. Give Me All Your Luvin' (feat. Nicki Minaj e M. I.A.) – 3:22
2. Give Me All Your Luvin' (feat. LMFAO and Nicki Minaj) – 4:01

Download digitale
1. Give Me All Your Luvin' (feat. Nicki Minaj e M. I.A.) – 3:22

Download digitale – Party Rock Remix
1. Give Me All Your Luvin' (feat. LMFAO and Nicki Minaj) – 4:03

Download digitale – Remixes
1. Give Me All Your Luvin' (Laidback Luke Remix) – 6:06
2. Give Me All Your Luvin' (Nicky Romero Remix) – 5:54
3. Give Me All Your Luvin' (Party Rock Remix) (feat. LMFAO and Nicki Minaj) – 4:01
4. Give Me All Your Luvin' (Sultan + Ned Shepard Remix) – 5:59
5. Give Me All Your Luvin' (Oliver Twizt Remix) – 4:48
6. Give Me All Your Luvin' (Demolition Crew Remix) – 7:02

## Classifiche

### Classifiche settimanali
| Classifica (2012)   | Posizione massima |
| ------------------- | ----------------- |
| Australia           | 25                |
| Austria             | 11                |
| Belgio (Fiandre)    | 5                 |
| Belgio (Vallonia)   | 3                 |
| Brasile             | 3                 |
| Canada              | 1                 |
| Colombia            | 14                |
| Corea del Sud       | 2                 |
| Danimarca           | 16                |
| Finlandia           | 1                 |
| Francia             | 3                 |
| Germania            | 8                 |
| Grecia              | 2                 |
| Giappone            | 3                 |
| Irlanda             | 11                |
| Israele             | 1                 |
| Italia              | 2                 |
| Lussemburgo         | 10                |
| Messico             | 6                 |
| Nuova Zelanda       | 29                |
| Paesi Bassi         | 2                 |
| Portogallo          | 4                 |
| Regno Unito         | 37                |
| Repubblica Ceca     | 25                |
| Russia              | 9                 |
| Slovacchia          | 3                 |
| Spagna              | 2                 |
| Stati Uniti         | 10                |
| Stati Uniti (Pop)   | 24                |
| Stati Uniti (Dance) | 1                 |
| Svezia              | 60                |
| Svizzera            | 6                 |
| Ungheria            | 1                 |
| Venezuela           | 1                 |

### Classifiche di fine anno
| Classifica (2012) | Posizione |
| ----------------- | --------- |
| Belgio (Fiandre)  | 85        |
| Belgio (Vallonia) | 47        |
| Canada            | 76        |
| Francia           | 58        |
| Giappone          | 22        |
| Polonia           | 19        |
| Spagna            | 27        |
| Ungheria          | 39        |